# Балка Павлівська
Ба́лка Па́влівська — ботанічний заказник місцевого значенняв Україні. Об'єкт природно-заповідного фонду Дніпропетровської області. 
Розташований у межах Дніпровського району Дніпропетровської області, на північ від села Василівка. 
Площа 28 га. Статус надано згідно з рішенням облвиконкому від 09.10.1979 № 568. Перебуває у віданні навчально-дослідного господарства «Самарський». 
Статус надано для збереження природного комплексу на схилах і дні балки. Є невеликі діброви насіннєвого та порослевого походження з віковими деревами дуба. На верхніх частинах схилів балки збереглися ділянки цілинних степів з багатьма рідкісними видами рослин. 

## Галерея

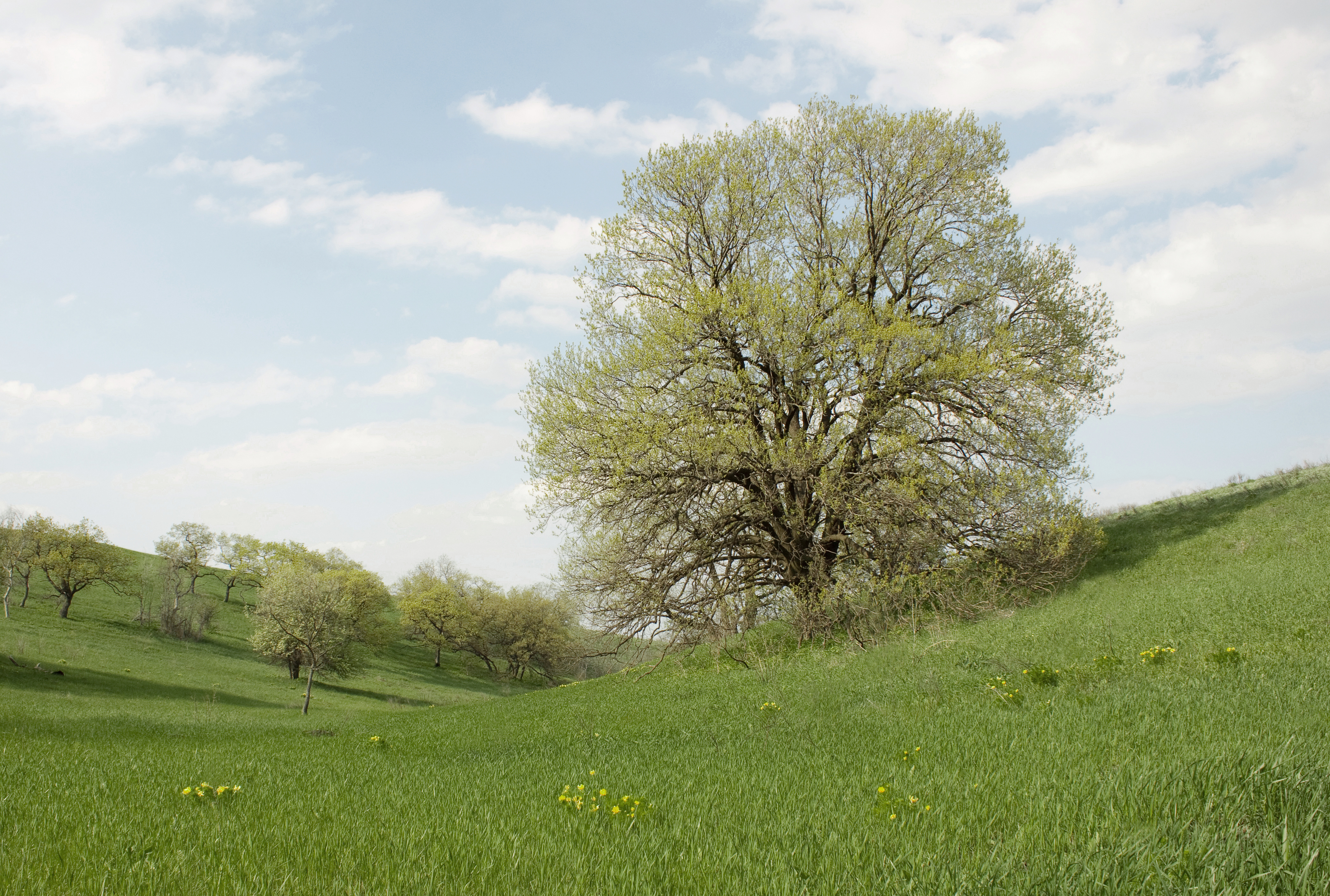
Павлівська балка весною